# 星香典
星 香典（ほし よしのり）は日本の作家。

## 来歴
東京都出身。2013年よりいるかネットブックスにて活動。ブログでは小説について、人生について、幸福について等を書いている。

## 著書
- 幼なじみに弔鐘を（インタープレイ いるかネットブックス）
- ペンタゴンの地下見取図（いるかネットブックス）
- 死に神の死に頃（いるかネットブックス）